# City of Lusaka FC
City of Lusaka Football Club ist ein Fußballverein aus der sambischen Hauptstadt Lusaka. Seine Heimspiele trägt der Klub im 10.000 Zuschauer fassenden Woodlands Stadium von Lusaka aus und als Farben wird Schwarz-Weiß genutzt.

## Geschichte
Der Verein wurde 1937 gegründet und konnte 1964 seinen bisher einzigen Meistertitel feiern.

## Erfolge
- Sambischer Meister: 1964

## Ehemalige Spieler
- James Chamanga
- Kennedy Nketani